# اورلندو براون (هنرپیشه)
اورلندو براون (انگلیسی: Orlando Brown؛ زادهٔ ۴ دسامبر ۱۹۸۷) یک موسیقی‌دان اهل ایالات متحده آمریکا است.